# Коммунистическая партия Боснии и Герцеговины
Коммунистическая партия Боснии и Герцеговины (сербохорв. Komunistička partija Bosne i Hercegovine / Комунистичка партија Босне и Херцеговине) — коммунистическая партия, созданная в 1943 году и входившая в состав Коммунистической партии Югославии (с 1952 года - Союза коммунистов Югославии) в качестве самостоятельной партийной организации. Существовала в 1943-1990 годах, в 1945-1990 годах - правящая партия в Социалистической республике Босния и Герцеговина.
В 1952 году в соответствии с решениями VI съезда КПЮ, Коммунистическая партия Боснии и Герцеговины была переименована в Союз коммунистов Боснии и Герцеговины (сербохорв. Savez komunista Bosne i Hercegovine / Савез комуниста Босне и Херцеговине), сохраняя это название до конца своей деятельности.
Была одной из наиболее консервативных по идеологическим позициям и мультиэтничных по составу партий-членов СКЮ.

## Закат
Делегация Союза коммунистов Боснии и Герцеговины 26 мая 1990 года приняла участие в третьем (заключительном) пленарном заседании XIV съезда СКЮ вместе с представителями Союза коммунистов Сербии, Союза коммунистов Черногории, Союза коммунистов Воеводины, Союза коммунистов Косова и организации СКЮ в ЮНА. После провала съезда и фактического развала СКЮ, партия была переименована в Союз коммунистов Боснии и Герцеговины - Социалистическая демократическая партия (СК БиГ-СДП).
Перед первыми многопартийными выборами 18 ноября 1990 года против СК БиГ-СДП в де-юре не оформленной, но де-факто существовавшей коалиции выступили три националистические партии, образованные по национальному принципу - СДА (мусульманская), ХДС БиГ (хорватская) и СДП (сербская). В условиях усиливавшейся по всей стране антикоммунистической кампании, многих удивляло, что на митингах и встречах коммунисты собирали десятки тысяч симпатизеров. Председатель партии Нияз Дуракович накануне выборов отмечал, что предвыборная программа партии приближает Союз коммунистов к левым демократическим партиям, что рейтинг партии очень высокий и поэтому коммунисты верят в победу «и даже в политический триумф». В условиях растущей межнациональной напряженности многих привлекал вненациональный характер партии, идеи единой Боснии и Герцеговины в федеративной Югославии.
Однако выборы завершились тяжёлым поражением левых сил - партия получила всего лишь 6% голосов и 19 депутатских мандатов (из 240). После этого, а также начала распада страны и гражданской войны в БиГ, партия вошла в состояние глубокого политического кризиса, который завершился её фактическим развалом. 27 декабря 1992 года СК БиГ-СДП был преобразован в Социал-демократическую партию Боснии и Герцеговины.

## Лидеры
- Секретарь Центрального комитета Коммунистической партии БиГ
  - Джуро Пуцар Стари (1943 — 1952)
- Председатель Центрального комитета Союза коммунистов БиГ
  - Джуро Пуцар Стари (1952 — 1965)
  - Цвиетин Миятович (1965 — 1969)
  - Бранко Микулич (1969 — 1978)
  - Никола Стоянович (1978 — 1982)
  - Хамдия Поздерац (1983 — 1984)
  - Мато Андрич (1984 — 1986)
  - Милан Узелац (1986 — 1988)
  - Абдулах Мутапчич (1988 — 1989)
  - Нияз Дуракович (1989 — 1990)